# Baba Yega
Baba Yega is een Belgische dansgroep. De dansgroep is bekend door het winnen van het Vlaamse televisieprogramma Belgium's Got Talent van VTM.
De identiteit van de gemaskerde leden werd in mysterie gehuld. In september 2015 meldde de Ieperse danser Sinerjey Meyfroodt dat hij met dj Davoodi bezig was met een muziekproject met de naam "Baba Yega". Het is ook op hun in 2015 opgezette website dat de groep in 2017 geboekt kan worden en afbeeldingen van de groep voorkomen. Om het mysterie te behouden, ontkende Sinerjey in januari 2017 op zijn eigen Facebook-pagina evenwel iets met deze groep te maken te hebben. In 2018 tekende de groep bij Studio 100. Tijdens de finale van Holland's Got Talent in 2020 danste de groep 23 seconden zonder masker. Hiermee was eindelijk bekend welke gezichten er in de pakken zitten. Op 4 december 2022 werd bekendgemaakt dat de voormalige voormalige leden plaats maken voor een nieuwe bezetting.

## Talentenjachten

### Deelname Vlaamse versie Belgium's Got Talent
Baba Yega deed in 2016 verkleed als buitenaardse wezens mee aan het vierde seizoen van de talentenjacht Belgium's Got Talent. Tijdens de audities kreeg de groep van jurylid Dan Karaty een Golden Buzzer voor hun optreden, wat betekende dat ze direct doorstootte naar de liveshows. Nadat ze de halve finale overleefd hadden, wonnen ze op 30 december de finale van het programma en daarmee ook 50.000 euro.
Op 14 januari 2017 maakte Baba Yega in het winkelcentrum K in Kortrijk zijn eerste publieke optreden sinds de overwinning in Belgium's Got Talent. De dansvoorstelling lokte ongeveer 7.000 toeschouwers.

### Deelname 'Das Supertalent' (Duitse Got Talent-variant)
Na hun deelname aan Belgium's Got Talent waagde Baba Yega ook hun kans in Das Supertalent, de Duitse Got Talent-variant. De groep kreeg een Golden Buzzer van jurylid Bruce Darnell en werd in de finale uiteindelijk tweede.

### Deelname Britain's Got Talent
In 2018 namen ze ook deel aan de talentenjacht Britain's Got Talent, de Britse versie van de bovenstaanden. Ze eindigden uiteindelijk in de halve finale.

### Deelname Holland's Got Talent
In 2020 doet de groep mee aan Holland's Got Talent. Uiteindelijk haalden ze de finale, waar ze 23 seconden zonder masker dansten.

## Langspeelfilm
Op 28 maart 2018 verscheen Baba Yega: The Movie. Naast Baba Yega spelen onder andere Barbara Sarafian, Rik Verheye, Tom Audenaert, Joke Devynck, Ludo Hoogmartens, Stefaan Degand en Sam Louwyck mee.

## Strip
In 2018 verscheen er ook een strip met Baba Yega in de hoofdrol genaamd De orde van S.N.O.T.. De strip werd gebaseerd op de gelijknamige film en getekend door Steve Van Bael, Kristof Fagard gaf ondersteuning voor een deel van de potloodtekeningen. 